# 29.ª Divisão (Japão)
A 29ª Divisão foi uma divisão de infantaria do Império do Japão que serviu durante a Segunda Guerra Mundial. A divisão foi formada no dia 25 de fevereiro de 1941 em Nagoya, sendo destruída em Guam no dia 28 de julho de 1944.

## Comandantes
| Comandante                    | Data                                        |
| ----------------------------- | ------------------------------------------- |
| Lt. General Toshimichi Uemura | 1 de abril de 1941 - 29 de outubro de 1943  |
| Lt. General Takeshi Takashina | 29 de outubro de 1943 - 28 de julho de 1944 |

## Subordinação
- Grupo de Exércitos Kwantung - 01 de abril de 1941
- 31º Exército - março de 1944

## Ordem da Batalha
- 29. Grupo de Infantaria (desmobilizada no dia 27 de outubro de 1943)
- 18. Regimento de Infantaria
- 38. Regimento de Infantaria
- 50. Regimento de Infantaria
- 29. Regimento de Cavalaria
- 29. Regimento de Artilharia de Montanha
- 29. Regimento de Engenharia
- 29. Regimento de Transporte
- Unidade de comunicação